# اعیان الشیعه
اَعیانُ الشّیعه کتابی تألیف سید محسن امین عاملی از علمای قرن ۱۳، در شرح زندگی و احوال بزرگان شیعه است.
این کتاب که به زبان عربی نوشته شده، جامع‌ترین تذکره یا دانشنامه در احوالات بزرگان شیعه در دولت‌های اسلامی و شرح عقاید تشیع در اصول و فروع دین است.

## محتوا
سید محسن امین عاملی در این کتاب سرگذشت علمای شیعیان دوازده امامی، از فقها و اصولیین و کلامی و مفسرین و تاریخ نگاران و نسابین و فیلسوفان و منطقیان و جغرافی دانان و ستاره شناسان و پزشکان و ادیبان و صرفیان و علمای بلاغت و معانی و بیان و عروض و مصنفان و نویسندگان و سایر دانشمندان و هنر شیعه را که از آغاز اسلام تا زمان زندگی خودش که ۱۱۷۳۳ نفر بوده‌اند، جمع‌آوری کرده و جایگاه و سابقه خدمت شیعیان را به فرهنگ و تاریخ اسلام، بیان کرده‌است.
وی بیشتر از ۵۰ سال در سفر و حضر اوقات خود را در جمع کردن منابع آن صرف نمود. وی قصد داشته آن را در ۱۰۰ جلد ۵۰۰ تا ۸۰۰ صفحه‌ای جمع‌آوری کند ولی عمرش به نگارش و نشر بیشتر از ۳۳ جلد که یک دوره کامل رجال شیعه‌است، کفاف نداد.

## ساختار
ساختار و تقسیم‌بندی این کتاب به‌طور مختصر بدین صورت است:
- جلد ۱: مقدمه‌است.
- جلد ۲: شرح زندگی پیامبر اسلام و فاطمه زهرا.
- جلد ۳ و ۴: تاریخ زندگی امام اول شیعیان علی ابن ابی طالب تا امام یازدهم شیعیان حسن عسکری و سپس شرح تولد امام زمان و غیبت وی و نشانه‌های ظهور مهدی.
- جلد ۵ به بعد: شرح احوال دیگر شخصیت‌های شیعه به ترتیب حروف الفبایی نام شخص و پدر اوست که از ابی بن ابی طالب شروع شده و تا جلد ۵۲ به یونس بن یعقوب بن قیس پایان می‌یابد.

## تکمیل اثر
دکتر سید حسن الامین که فرزند مؤلف اعیان الشیعه است مستدرک و تتمه ای بر کتاب پدرش نوشته که چند بار چاپ شده‌است.

## متن کتاب
- archive.org/details/aayan-alshia